# 280
280（二百八十、にひゃくはちじゅう）は自然数、また整数において、279の次で281の前の数である。

## 性質
- 280は合成数であり、約数は1, 2, 4, 5, 7, 8, 10, 14, 20, 28, 35, 40, 56, 70, 140, 280である。
  - 約数の和は720。
  - 65番目の過剰数である。1つ前は276、次は282。
- 81番目のハーシャッド数である。1つ前は270、次は285。
  - 10を基とする2番目のハーシャッド数である。1つ前は190、次は370。
- 10番目の八角数である。1つ前は225、次は341。
- 280 = 23 × 5 × 7
  - 3つの異なる素因数の積で p 3 × q × r の形で表せる5番目の数である。1つ前は270、次は312。(オンライン整数列大辞典の数列 A189975)
- 2802 + 1 = 78401 であり、n 2 + 1 が素数になる47番目の数である。1つ前は270、次は284。(オンライン整数列大辞典の数列 A005574)
- 280 = 43 + 63
  - 2つの正の数の立方数の和で表せる19番目の数である。1つ前は250、次は341。(オンライン整数列大辞典の数列 A003325)
  - 異なる2つの正の数の立方数の和で表せる14番目の数である。1つ前は243、次は341。(オンライン整数列大辞典の数列 A024670)
  - n = 3 のときの 4n + 6n の値とみたとき1つ前は52、次は1552。(オンライン整数列大辞典の数列 A074612)
- 280 = (−2)3 + 03 + 23 + 43 + 63
  - 5連続偶数の立方和で表せる数である。1つ前は0、次は800。
- 280 = 26 + 63
  - n = 6 のときの 2n + n 3 の値とみたとき1つ前は157、次は471。(オンライン整数列大辞典の数列 A097339)
- 1/280 = 0.003571428... (下線部は循環節で長さは6)
  - 逆数が循環小数になる数で循環節が6になる43番目の数である。1つ前は273、次は286。
- 280 = 32 + 42 + 52 + 62 + 72 + 82 + 92
  - 7連続自然数の平方和で表せる3番目の数である。1つ前は203、次は371。
- 280 = 62 + 102 + 122
  - 3つの平方数の和1通りで表せる82番目の数である。1つ前は277、次は288。(オンライン整数列大辞典の数列 A025321)
  - 異なる3つの平方数の和1通りで表せる82番目の数である。1つ前は277、次は283。(オンライン整数列大辞典の数列 A025339)
- 280 = 33 + 43 + 43 + 53
  - 4つの正の数の立方数の和で表せる63番目の数である。1つ前は278、次は282。(オンライン整数列大辞典の数列 A003327)
- 280 = 28 × 10
  - 完全数28の倍数である。1つ前は252、次は308。(オンライン整数列大辞典の数列 A135628)
- 280 = 1 × (1 − 3) × (1 − 3 + 9) × (1 − 3 + 9 − 27)
  - 初項 1、公比 −3 の等比数列の和の総乗とみたとき1つ前は−14、次は17080。(オンライン整数列大辞典の数列 A015015)
- 280 = 172 − 9
  - n = 17 のときの n 2 − 9 の値とみたとき1つ前は247、次は315。(オンライン整数列大辞典の数列 A028560)
- 280 = 192 − 81
  - n = 19 のときの n 2 − 81 の値とみたとき1つ前は243、次は319。(オンライン整数列大辞典の数列 A098850)
- 約数の和が280になる数は2個ある。(108, 247) 約数の和2個で表せる24番目の数である。1つ前は272、次は308。
- 各位の和が10になる28番目の数である。1つ前は271、次は307。

## その他 280 に関連すること
- 年始から数えて280日目は10月7日、閏年は10月6日。
- 280は、E96系列の標準数。
- TVR・280iは、イギリスのTVRが生産したクーペとコンバーチブル。
- スカパー!のCh280は、大人の趣味と生活向上◆アクトオンTV。
- 280mmシュナイダー臼砲は、第一次世界大戦でフランス陸軍が使用した臼砲。
- UFC 280
- 京王ホキ280形貨車
- 国鉄シキ280形貨車
- ベル V-280
- Br-5 280mm臼砲
- M65 280mmカノン砲は、アメリカ陸軍が使用したカノン砲。
- ドーエン (USS Doyen, DD-280) は、アメリカ海軍の駆逐艦。
- スティールヘッド (USS Steelhead, SS-280) は、アメリカ海軍の潜水艦。
- He 280は、第二次世界大戦時、ドイツのハインケルが開発した戦闘機。